# Pièce en or
Une pièce en or ou pièce d'or est une pièce de monnaie composée partiellement ou entièrement d'or. 
Les premières pièces d'or, que l'on ne doit pas, entre autres, confondre avec des lingots d'or, apparaissent en tant que moyen de paiement, à la fin du VIIe siècle av. J.-C. en Lydie. De nos jours, les pièces d'or sont destinées au marché des collectionneurs, à des placements financiers, et comme réserve et dépôt de garantie pour une institution bancaire centrale.

## Contexte historique
L’or a été utilisé comme moyen d'échange, en plus d’autres métaux précieux comme l'argent métal, depuis le développement du commerce au Proche-Orient ancien, au moment de l’Âge du bronze. Cependant, l'or n'est ici qu'un moyen pour faciliter les échanges dans un contexte où ce métal est regardé comme tel : de nombreuses civilisations n'ont pas considéré l'or ainsi. Quatre conditions ont été nécessaires (mais non suffisantes) à une culture ou un système socio-économique pour aboutir à l'invention du concept de l'or sous forme de pièce : la présence de mine d'or ou de dépôts aurifères accessibles, la faculté de développer une métallurgie (extraction et/ou fonte), l'orfèvrerie (martelage, gravure sur métal) et l'établissement d'un barème ou d'une métrologie (pesée, poids, étalon).

### Antiquité

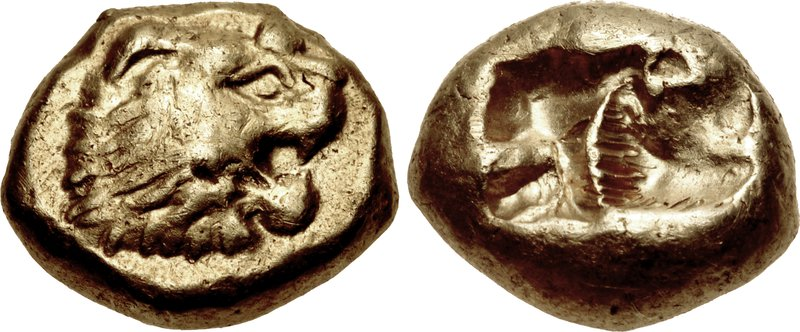
Statère en electrum dit à la tête de lion, frappé sous Alyatte II (vers - 620 à - 564).

Hérodote mentionnait déjà, vers 430 av. J.-C., les Lydiens comme « le premier peuple dont nous savons qu’il frappa des pièces d’or et d’argent ». En effet, entre 610 - 560 av. J.-C., une nouvelle forme de monnaie lydienne fait son apparition sous le règne du roi Alyatte II. Selon le consensus scientifique en vigueur, les premières émissions de pièces d’or de masse (il s'agit d’électrum, un mélange naturel d’or et d’argent) firent leur apparition en Anatolie, sous le règne de Crésus, dernier roi de Lydie (environ 560-547 av. J.-C.) bien que la Chronique de Paros mentionne Pheidon d’Argos. Ces pièces se sont progressivement répandues en dehors du palais afin de servir dans les transactions particulières et ont permis le développement du commerce de détail[réf. nécessaire]. En 546, à la capture du roi Crésus par les Achéménides, l’usage de la « monnaie or » se répandit ensuite largement en Perse (la darique du roi perse Darius) à partir de 546 av. J.-C. Puis en Grèce centrale, puis à l’ensemble du monde antique.

#### Mode de production
À l’aide d’un marteau et d’un poinçon, on enfonçait un morceau de métal, appelé le coin, dans la matrice inférieure, si bien que l'inscription ou le motif apparaissaient en relief : le bout de métal est dit alors frappé, et le résultat s'appelle un estampage. Le poinçon, qui devait être gravé en négatif, laissait au revers une marque très profonde en positif. Les premières pièces d'or sont unifaces, estampées d'un seul côté, et comportaient au verso une marque caractéristique dite incuse, celle de la matrice inférieure. Toutefois, avec les premières frappes en électrum, les proportions d’argent et d’or n’étaient pas fixes, la valeur intrinsèque de chaque pièce pouvait varier sensiblement. La monnaie d’électrum ne pouvait donc pas être aisément acceptée en dehors de la région même où elle était produite. C’est pourquoi elle fut rapidement abandonnée au bénéfice de l’or pur. Obtenir de l'or pur n'a été possible qu'en maîtrisant l'affinage.

### Deux mille ans d'histoire

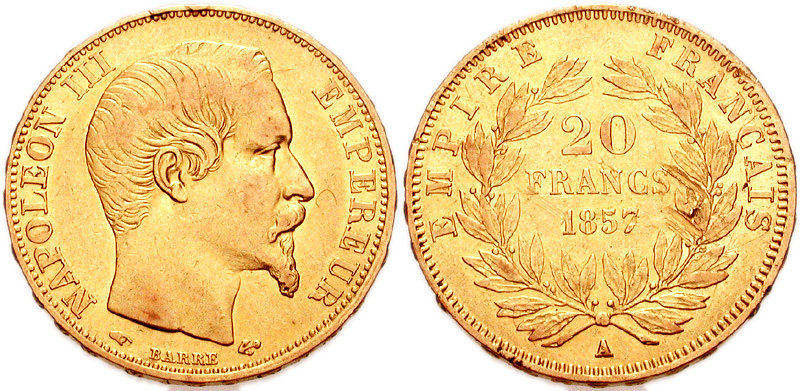
« Napoléon », pièce d'or de 20 francs (1857) à l'effigie de Napoléon III. Diamètre 21 mm, poids 6,45 g, titre 900 ‰.

Le mode d'usage de la pièce d'or se répand au IVe siècle av. J.-C., dans le Bassin méditerranéen à travers les commerçants liés à la Grande Grèce, et en Asie mineure par le biais des Perses, et jusqu'en Inde. Les conquêtes d'Alexandre le Grand impose le statère d'or au sein de son empire. Avec l'Empire romain, l'aureus devient la monnaie ayant le plus fort pouvoir d'achat jusqu'à la fin du IIIe siècle. Dès cette époque, de grandes civilisations comme la Chine impériale développe de leurs côtés un système où la pièce d'or n'existe pas comme moyen de paiement — ce qui n'exclut pas l'or comme étalon.
Au Moyen Âge, la production la plus massive de pièces en or prend place en Italie : la république de Venise, vers 1250, est sans doute la plus grande émettrice en termes de volume, suivie par celle de Florence.
La production d'or explose à partir du début du XVIe siècle : le métal vient du « Nouveau Monde », convoyé vers l'Europe par l'Empire portugais et espagnol, sous forme de lingots et aussi de pièces frappées directement sur place. Au XVIIe siècle, commence à s'imposer la frappe au balancier, permettant de produire des pièces en or de plus belle qualité et plus difficilement imitables.
Au XIXe siècle s'impose l'idée d'un monométallisme-or, ou d'un étalon-or, pour asseoir chaque système monétaire et faciliter les échanges commerciaux. Ce siècle est aussi l'endroit de plusieurs grosses découvertes de gisements aurifères : cette nouvelle arrivée d'or provoquent la Grande Dépression (1873-1896), mais aussi l'invention d'un système bancaire moderne où le crédit se développe et les moyens de paiement se diversifient, permettant l'émergence d'une seconde révolution industrielle, marquées par de nouvelles industries et techniques (chemin de fer, automobile, chimie du pétrole, acier, etc.) et la production de biens de consommation courants plus abondants.
Après août 1914, et l'entrée dans la Première Guerre mondiale, les grandes monnaies européennes (livre sterling, franc français, mark allemand) entrent dans une période d'instabilité, car elles reposent sur des économies lourdement endettées ; de fait, les pièces d'or sont bien entendu thésaurisées. En 1935, après le décret exécutif 6102, le dollar américain devient la seule monnaie de référence basée sur une once d'or à 35 dollars. Après cette date, on peut considérer qu'aucune transaction courante ou quotidienne n'est plus possible avec des pièces en or : aux États-Unis, cette pratique est même interdite. Cette situation est confirmée par les accords de Bretton Woods juste avant la fin de la Seconde Guerre mondiale. Le dollar n'est ensuite plus connecté à l'or à partir du 15 août 1971, le fixing de 35 dollars l'once est abandonné et l'inconvertibilité décrétée. Les accords de la Jamaïque en 1976 séparent définitivement la monnaie de l'or, dans le cadre des règlements du Système monétaire international.

## Émissions
Les premiers dinars Omeyyades et les sequins de Venise étaient produits avec un aloi proche de 92 % d'or. 
La plupart des pièces d'or frappées depuis 1800 contiennent 90 à 92 % d'or (22 carats), tandis que la plupart des pièces d'or frappées de nos jours sont composées d'or pur, comme la Britannia, la Canadian Maple Leaf et le Buffalo américain. Les pièces d'or alliées, comme l'American Gold Eagle et le Krugerrand sud-africain, contiennent généralement 91,7 % d'or en poids, le reste étant de l'argent et du cuivre. Ces pièces d'or sont principalement produites pour les investisseurs et aussi en tant que pièces commémoratives pour les collectionneurs. Bien que certaines pièces d'or modernes ont en principe cours légal (comme par exemple les émissions françaises d'euro en or, mais seulement en France), elles ne sont pas acceptées dans le cadre de transactions financières quotidiennes, car la valeur du métal dépasse normalement la valeur nominale. Par exemple, l'émission moderne d'un American Gold Eagle, affichant sur son flanc une valeur nominale de 50 USD, a une valeur en métal beaucoup plus élevée, qui dépend du cours quotidien de l'or sur le marché.
Parmi les plus petites pièces d'or frappées au monde, figure la ⅛e d'unité d'or produite sous le règne d'Aphilas dans le royaume d'Aksoum vers 305-315, pesant 0,33 g.

## Archéologie, historiographie et numismatique
En archéologie, les pièces en or, parce qu'elles se conservent bien à travers le temps, permettent parfois la datation d'un champ de fouille, et révèlent, par leurs inscriptions, leurs compositions, de nombreuses informations utiles sur le plan historique. La découverte d'un trésor monétaire peut éclairer la recherche sur l'évolution du commerce, des échanges, des zones d'extraction, etc. 
De nombreux facteurs déterminent la valeur d’une pièce d’or, comme sa rareté, son ancienneté, son état, son contexte de production, sa valeur sur le plan historique, etc. 
En juillet 2002, une pièce d’or Double Eagle de 20 dollars américain datée de 1933 s’est vendue pour un montant record de plus de 7,59 millions de dollars chez Sotheby's, ce qui en fait à cette date la pièce la plus chère vendue aux enchères. Au début de 1933, plus de 445 000 pièces Double Eagle ont été frappées par l'US Mint, mais la plupart d’entre elles ont été retirées de la circulation.
En 2007, la Monnaie royale canadienne a produit une pièce d’or d'un poids de 100 kg et d’une valeur nominale de 1 million de dollars canadiens, bien que la teneur en or ait une valeur de plus de 2 millions de dollars à l’époque, si l'on tient compte du prix de l'or sur le marché. La pièce mesure 50 cm de diamètre et mesure 3 cm d’épaisseur. Il s’agissait d’une frappe unique visant à promouvoir une nouvelle série de pièces de monnaie de type Canadian Gold Maple Leaf et mettre en avant les prouesses de l'institution canadienne. En 2012, la Monnaie royale canadienne a produit la première pièce d’or au monde incluant un diamant (0,11 à 0,14 ct). La pièce dite du jubilé de diamant d'Élisabeth II a été frappée en or pur à 99,999 % et affichait une valeur nominale de 300 dollars canadiens. 

### Pièces en or cotées sur le marché de l'or
Il existe seize variétés de pièces en or d'investissement.
| Nom                         | Années de frappe              | Poids (g) | Tirage (ex.)     | Titre | Graveur                         |
| --------------------------- | ----------------------------- | --------- | ---------------- | ----- | ------------------------------- |
| 10 Francs napoléon          | 1855 à 1860                   | 3,2258    | 61 514 265       | 900 ‰ | Désiré-Albert Barre             |
| 20 Francs Coq Marianne      | 1899 à 1906 et de 1907 à 1914 | 6,45161   | 117 448 888      | 900 ‰ | Jules-Clément Chaplain          |
| Pièce de 20 Francs napoléon | 1861 à 1870                   | 6,45161   | 85 466 540       | 900 ‰ | Désiré-Albert Barre             |
| 20 Francs suisse            | 1883 à 1949                   | 6,45161   | 58 234 255       | 900 ‰ | Fritz Ulysse Landry             |
| 20 Francs tunisien          | 1891 à 1928                   | 6,45161   |                  | 900 ‰ | Jean Lagrange                   |
| 20 Reichsmarks              | 1871 à 1915                   | 7,965     |                  | 900 ‰ |                                 |
| Union latine                | 1865 à 1923 (selon les pays)  | 6,45161   | 28 641 000       | 900 ‰ | Léopold Wiener[réf. nécessaire] |
| Souverain (Royaume-Uni)     | 1817 à 1936                   | 7,99      |                  | 917 ‰ | Edgar Bertram Mackennal         |
| Souverain Élisabeth II      | À partir de 1957              | 7,99      |                  | 917 ‰ | Mary Gillick                    |
| Demi souverain              | 1817 à 1926                   | 3,99      | 32 063 824       | 917 ‰ | Edgar Bertram Mackennal         |
| Krugerrand                  | Depuis 1967                   | 33,93     | + de 54 millions | 917 ‰ | Coert Steynberg                 |
| 20 Dollars US               | 1850 à 1933                   | 33,43     | 104 210 490      | 900 ‰ | James Barton Longacre           |
| 10 Dollars US               | 1838 à 1907                   | 16,718    | 24 649 309       | 900 ‰ | Christian Gobrecht              |
| 5 Dollars US                | 1839 à 1908                   | 8,359     | 27 569 600       | 900 ‰ | Christian Gobrecht              |
| 50 Pesos mexicains          | 1921 à 1972                   | 41,6666   | 12 507 654       | 900 ‰ | Emilio Del Moral                |
| 10 Florins néerlandais      | 1875 à 1933                   | 6,729     | 12 286 067       | 900 ‰ | Graveurs divers                 |

## Pièces en or françaises
La valeur d'une pièce en or dépend de sa qualité, de sa rareté et de la valeur en or qu'elle contient.
| Nom                                | Années de frappe | Tirage (ex.) | Titre | Graveur            |
| ---------------------------------- | ---------------- | ------------ | ----- | ------------------ |
| 5 Francs Napoléon III Petit Module | 1854 à 1855      | 4 499 940    | 900 ‰ | Jacques-Jean Barre |
| 5 Francs Napoléon III Grand Module | 1855 à 1860      | 24 182 654   | 900 ‰ | Jacques-Jean Barre |
| 5 Francs Napoléon III Lauré        | 1862 à 1868      | 18 006 784   | 900 ‰ | Jacques-Jean Barre |
| 5 Francs Cérès                     | 1878 et 1889     | 130          | 900 ‰ | Jacques-Jean Barre |

| Nom                                    | Années de frappe | Tirage (ex.) | Titre | Graveur                |
| -------------------------------------- | ---------------- | ------------ | ----- | ---------------------- |
| 10 Francs Cérès (Deuxième République)  | 1850 à 1851      | 3 707 277    | 900 ‰ | Louis Merley           |
| 10 Francs Napoléon III Petit Module    | 1854 à 1855      | 4 858 992    | 900 ‰ | Jacques-Jean Barre     |
| 10 Francs Napoléon III Grand Module    | 1855 à 1860      | 61 514 265   | 900 ‰ | Désiré-Albert Barre    |
| 10 Francs Napoléon III Lauré           | 1862 à 1868      | 31 283 627   | 900 ‰ | Désiré-Albert Barre    |
| 10 Francs Cérès (Troisième République) | 1879 à 1899      | 2 399 139    | 900 ‰ | Louis Merley           |
| 10 Francs Coq Marianne                 | 1899 à 1914      | 23 866 852   | 900 ‰ | Jules-Clément Chaplain |

| Nom                                                     | Année(s) de frappe  | Tirage (ex.)    | Titre | Graveur                  |
| ------------------------------------------------------- | ------------------- | --------------- | ----- | ------------------------ |
| 20 Francs Bonaparte Premier Consul                      | 1802 à 1804         | 1 046 506       | 900 ‰ | Pierre-Joseph Tiolier    |
| 20 Francs Napoléon Ier Non Lauré An 12                  | 1803 à 1804 (An 12) | 428 143         | 900 ‰ | Pierre-Joseph Tiolier    |
| 20 Francs Napoléon Ier Tête Nue An 13 et An 14          | 1804 à 1805 (An 13) | 676 350         | 900 ‰ | Jean-Pierre Droz         |
| 20 Francs Napoléon Ier Tête Nue                         | 1806 à 1807         | 1 592 500       | 900 ‰ | Jean-Pierre Droz         |
| 20 Francs Napoléon Ier (au revers République Française) | 1807 à 1808         | 1 727 451       | 900 ‰ | Jean-Pierre Droz         |
| 20 Francs Napoléon Ier (au revers Empire Français)      | 1809 à 1814         | 13 833 717      | 900 ‰ | Jean-Pierre Droz         |
| 20 Francs Napoléon Ier Lauré Période des Cent-Jours     | 1815                | 463 682         | 900 ‰ | Jean-Pierre Droz         |
| 20 Francs Louis XVIII Buste Habillé                     | 1814 à 1815         | 5 643 979       | 900 ‰ | Pierre-Joseph Tiolier    |
| 20 Francs Louis XVIII en exil                           | 1815                | Environ 871 581 | 900 ‰ | Pierre-Joseph Tiolier    |
| 20 Francs Louis XVIII Buste Nu                          | 1816 à 1824         | 12 743 702      | 900 ‰ | Auguste-François Michaut |
| 20 Francs Charles X                                     | 1824 à 1830         | 1 688 298       | 900 ‰ | Auguste-François Michaut |
| 20 Francs Louis Philippe Ier Non Lauré                  | 1830 à 1831         | 2 376 202       | 900 ‰ | Nicolas-Pierre Tiolier   |
| 20 Francs Louis Philippe Ier Lauré                      | 1832 à 1848         | 6 868 934       | 900 ‰ | Joseph-François Domard   |
| 20 Francs Génie IIe République                          | 1848 à 1849         | 2 846 061       | 900 ‰ | Augustin Dupré           |
| 20 Francs Cérès                                         | 1849 à 1851         | 16 720 353      | 900 ‰ | Louis Merley             |
| 20 Francs Louis Napoléon Bonaparte                      | 1852                | 10 493 758      | 900 ‰ | Jacques-Jean Barre       |
| 20 Francs Napoléon III Tête Nue                         | 1853 à 1860         | 85 466 540      | 900 ‰ | Jacques-Jean Barre       |
| 20 Francs Napoléon III Tête Laurée                      | 1861 à 1870         | 85 466 540      | 900 ‰ | Désiré-Albert Barre      |
| 20 Francs Génie IIIe République                         | 1871 à 1898         | 86 091 216      | 900 ‰ | Augustin Dupré           |
| 20 Francs Coq Marianne                                  | 1898 à 1914         | 117 448 888     | 900 ‰ | Jules-Clément Chaplain   |

| Nom                                                          | Années de frappe | Tirage (ex.) | Titre | Graveur                  |
| ------------------------------------------------------------ | ---------------- | ------------ | ----- | ------------------------ |
| 40 Francs Bonaparte Premier Consul                           | 1802 à 1803      | 479 521      | 900 ‰ | Pierre-Joseph Tiolier    |
| 40 Francs Napoléon Empereur An 13 et An 14                   | 1804 à 1805      | 372 696      | 900 ‰ | Jean-Pierre Droz         |
| 40 Francs Napoléon Ier                                       | 1806 à 1807      | 291 584      | 900 ‰ | Jean-Pierre Droz         |
| 40 Francs Napoléon Empereur (au revers République Française) | 1807 à 1808      | 71 866       | 900 ‰ | Jean-Pierre Droz         |
| 40 Francs Napoléon Empereur (au revers Empire Français)      | 1809 à 1813      | 2 101 580    | 900 ‰ | Jean-Pierre Droz         |
| 40 Francs Louis XVIII                                        | 1816 à 1824      | 539 486      | 900 ‰ | Auguste-François Michaut |
| 40 Francs Charles X                                          | 1824 à 1830      | 478 824      | 900 ‰ | Auguste-François Michaut |
| 40 Francs Louis-Philippe Ier                                 | 1831 à 1839      | 775 252      | 900 ‰ | Joseph-François Domard   |

| Nom                                | Années de frappe | Tirage (ex.) | Titre | Graveur                                    |
| ---------------------------------- | ---------------- | ------------ | ----- | ------------------------------------------ |
| 50 Francs Napoléon III Tête Nue    | 1855 à 1859      | 764 385      | 900 ‰ | Désiré-Albert Barre                        |
| 50 Francs Napoléon III Tête Laurée | 1862 à 1868      | 166 989      | 900 ‰ | Désiré-Albert Barre                        |
| 50 Francs Génie IIIe République    | 1878 à 1904      | 26 975       | 900 ‰ | Désiré-Albert Barre d'après Augustin Dupré |

| Nom                                 | Années de frappe | Tirage (ex.) | Titre | Graveur             |
| ----------------------------------- | ---------------- | ------------ | ----- | ------------------- |
| 100 Francs Napoléon III Tête Nue    | 1855 à 1859      | 346 514      | 900 ‰ | Désiré-Albert Barre |
| 100 Francs Napoléon III Tête Laurée | 1861 à 1870      | 96 950       | 900 ‰ | Désiré-Albert Barre |
| 100 Francs Génie IIIe République    | 1878 à 1914      | 438 595      | 900 ‰ | Désiré-Albert Barre |
| 100 Francs Bazor                    | 1929 à 1936      | 13 791 116   | 900 ‰ | Lucien Bazor        |